# Vidrada
Vidrada  (ucraniano: Відрада) es una localidad del Raión de Podilsk en el Óblast de Odesa de Ucrania. Según el censo de 2001, tiene una población de 43 habitantes.